# NAIRU
NAIRU (ang. non-accelerating inflation rate of unemployment) – ekonomiczna teoria bezrobocia stabilizującego poziom inflacji, inaczej teoria bezrobocia równowagi.
Bezrobocie NAIRU pojawia się gdy płace odpowiadające wymaganiom pracowników zrównują się z płacami zgodnymi z realiami gospodarczymi, czyli przy ustabilizowanej dynamice procesów inflacyjnych. Gdy występuje zrównanie oczekiwań płacowych, nie oddziałują one na inflację. Tak więc NAIRU zależy od płacy realnej i poziomu postulowanych płac. Zakładając brak szoków podażowych, w przypadku wystąpienia bezrobocia niższego od poziomu NAIRU w gospodarce pojawia się zwiększenie tempa inflacji. Jeśli poziom bezrobocia jest wyższy od NAIRU, inflacja spada.
NAIRU jest wyznaczana z krzywej Phillipsa (pokazuje związek pomiędzy bezrobociem a inflacją). Punkt, w którym krzywa Phillipsa krzyżuje się z linią poziomą oznacza NAIRU. NAIRU odpowiada potencjalnej wydajności, czyli maksymalnemu poziomowi produktu krajowego brutto. Przesunięcie krzywej NAIRU może być spowodowane zasiłkami, kulturą pracy, poprzez związki zawodowe, jak i zmianą globalnego popytu.

## Historia
Koncept NAIRU pojawił się wraz ze wzrostem popularności krzywej Phillipsa, która przedstawiała zależność pomiędzy stopą bezrobocia a stopą inflacji dla krajów przemysłowych o mieszanej gospodarce. Analitycy stwierdzili, że ta zależność uniemożliwia jednoczesne starania rządu mające na celu zmniejszenie bezrobocia i stabilizację cen. Dlatego rząd powinien znaleźć punkt równowagi pomiędzy inflacją a bezrobociem, taki który doprowadzi do społecznego dobrobytu.

## Spadek popularności

Krzywa Phillipsa

W latach 70. XX wieku w Stanach Zjednoczonych i kilku innych przemysłowych krajach, krzywa Phillipsa straciła na popularności. Wynikało to stąd iż jednocześnie rosło bezrobocie, jak i inflacja. Wielu ekonomistów wzbudzało obawy, że krzywa Phillipsa nie ma naukowych podstaw. Jednakże Milton Friedman i Edmund S. Phelps, którzy popierali koncję Phillipsa, utrzymywali, że krzywa Phillipsa nie może być podstawą do określania całej wiedzy o gospodarce ponieważ przedstawia ona jedynie zależność pomiędzy zmiennymi bezrobocia i inflacji. Przeciwnicy tej teorii uważali iż makroekonomiczna polityka rządu, która jest zdeterminowana przez cel obniżenia bezrobocia, powoduje iż oczekiwania inflacyjne zmieniają się tak że inflacja nieustannie wzrasta, a nie następuje redukcja bezrobocia. Wynikające z tego zalecenia były następujące: Żaden poziom bezrobocia będący poniżej poziomu krytycznego (NAIRU) nie powinien wpływać na politykę gospodarczą rządu.
Teoria mówi, że jeżeli U to stopa bezrobocia, a N oznacza NAIRU to gdy:
- U<N oczekiwania inflacyjne będą rosły, czyli poziom inflacji będzie wzrastał
- U>N oczekiwania inflacyjne będą spadać, czyli wystąpi deflacja
- U=N oczekiwania inflacyjne pozostaną na tym samym poziomie (przy założeniu braku szoków podażowych)

## Teorie pokrewne
Wielu ekonomistów nie postrzega teorii NAIRU jako wyjaśnienia całej inflacji. Natomiast da się zaobserwować, posuwając się wzdłuż krótkookresowej krzywej Phillipsa, że bezrobocie może spadać bądź rosnąć w zależności od zmian inflacji. Inflacja może być również spowodowana szokami podażowymi, jak np. w latach 70. XX wieku.
Teoria NAIRU była zamierzona jako argument przeciw keynsowskiemu zarządzaniu popytem, a na korzyść wolnego rynku. Nie istnieje teoretyczna podstawa do przewidywania NAIRU. Monetaryści natomiast popierają stwierdzenie, że poprawne podejście do bezrobocia następuje jedynie przez miary mikroekonomiczne, a nie makroekonomiczne jak NAIRU.